# Bely Jar (Chakassien)
Bely Jar (russisch Бе́лый Яр; chakassisch Хуба чар) ist ein Dorf (selo) in der Republik Chakassien (Russland) mit 10.014 Einwohnern (Stand 14. Oktober 2010).

## Geografie
Der Ort liegt in Südsibirien, inmitten der Steppen des östlichen Zentralteils Chakassiens, etwa 15 Kilometer Luftlinie südlich der Republikhauptstadt Abakan am rechten Ufer des Jenissei-Nebenflusses Abakan.
Bely Jar ist Verwaltungszentrum des Rajons Altaiski und Sitz der Landgemeinde Belojarskoje selskoje posselenije, zu der neben Bely Jar noch das 8 km nordöstlich an der Straße nach Abakan gelegene Dorf Kaibaly mit knapp 1000 Einwohnern gehört.

## Geschichte
Der Ort entstand 1848/1849 unter dem Namen (Ulus) Belojarski. In den Jahren 1908 bis 1912 wuchs die Einwohnerzahl durch die Ankunft von Umsiedlern aus dem Zentralteil des Russischen Reiches erheblich an, nochmals in den 1930er-Jahren während der Kollektivierung der sowjetischen Landwirtschaft.
Anfangs gehörte das Dorf zur Wolost Ust-Abakan, bevor es 1944 zum neu gegründeten Rajon Altaiski kam, benannt nach seinem ursprünglichen Zentrum Altai, einem gut 30 Kilometer östlich am linken Jenissei-Ufer gelegenen Dorf. Bereits 1945 (bestätigt 1951) wurde der Verwaltungssitz in das verkehrstechnisch günstiger gelegene Bely Jar verlegt.

### Bevölkerungsentwicklung
| Jahr | Einwohner |
| ---- | --------- |
| 1959 | 3.980     |
| 1970 | 4.849     |
| 1979 | 6.258     |
| 1989 | 7.721     |
| 2002 | 9.083     |
| 2010 | 10.014    |

Anmerkung: Volkszählungsdaten

## Wirtschaft und Infrastruktur
Östlich des Dorfes erstreckt sich der Steinkohletagebau Isychski, der von der Sibirskaja ugolnaja energetitscheskaja kompanija (SUEK, Siberian Coal Energy Company) betrieben wird. In Bely Jar selbst gibt es Unternehmen der Land- und Bauwirtschaft.
Der Tagebau ist über eine Industriebahnstrecke mit der 13 km nordöstlich von Bely Jar gelegenen Station Podsini (zugleich nächstgelegener Personenbahnhof) am Abschnitt Abakan – Taischet der Südsibirischen Eisenbahn verbunden. Durch das Dorf führt die Regionalstraße R141, die Abakan mit der jenisseiaufwärts gelegenen Stadt Sajanogorsk und der Siedlung Tscherjomuschki am Sajano-Schuschensker Stausee verbindet.